# Niccolò d'Acciapaccio
Nicola Acciapaccia o Niccolò d'Acciapaccio (Sorrento, 1383 - Roma, 3 de abril de 1447) fue un eclesiástico italiano, obispo y cardenal. 

## Biografía
Segundo hijo de Pietro Acciapaccio y Maria Capece, era doctor in utroque iure cuando Gregorio XII le nombró obispo de Tropea en 1410, con dispensa para poder proseguir sus estudios en Nápoles.  Eran los tiempos del Cisma de Occidente, y tras la deposición de Gregorio XII por el concilio de Pisa, Acciapaccia recibió la consagración episcopal en 1413 de manos de Juan XXIII, quien a su vez fue depuesto en 1417 en el Concilio de Constanza que eligió papa a Martín V.
Entre 1430-31 fue gobernador de Bolonia; la ciudad, perteneciente a los Estados Pontificios, estaba rebelada contra el dominio papal, y Acciapaccio debió entrar escoltado por las tropas de Jacopo Caldora.
En 1435 fue promovido a la arquidiócesis de Capua. Eugenio IV le creó cardenal en el consistorio del 18 de diciembre de 1439, con título de San Marcello.  
Fue Camarlengo del Colegio Cardenalicio en 1442-43 e intervino en el proceso de canonización de Bernardino de Siena en 1445.
Su participación en el cónclave de 1447 en el que fue elegido papa Nicolás V fue su último acto público conocido.  El mes siguiente murió en Roma a los sesenta y cuatro de edad y fue sepultado en la Basílica de San Pedro.